# الحجرة النبوية (المسجد النبوي)

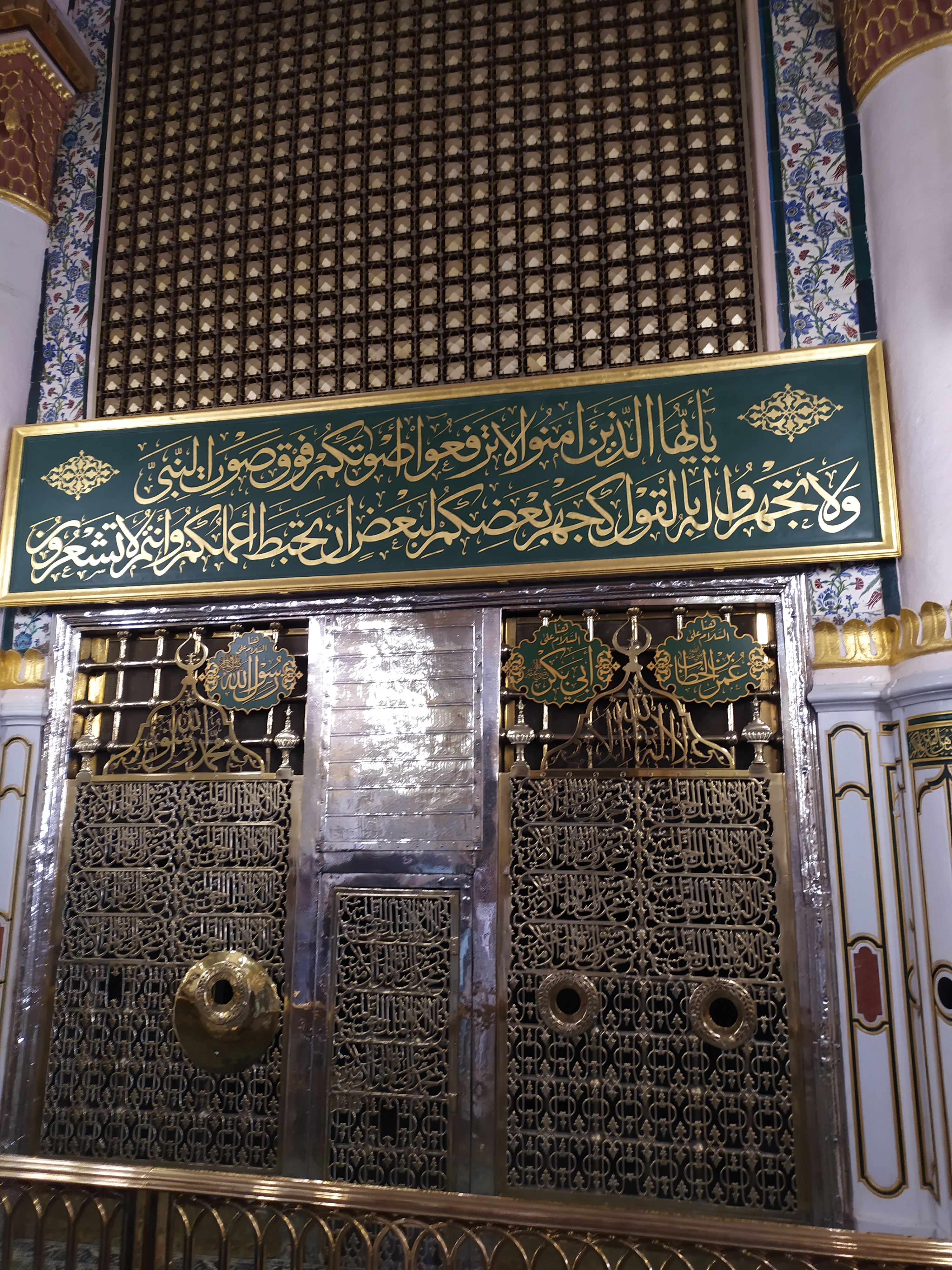
واجهة الحجرة النبوية الشريفة،في المسجد النبوي

الحجرة النبوية الشريفة، وتسمى أيضا المقصورة الشريفة، هي حجرة السيدة عائشة بنت أبي بكر التي كانت تسكنها مع الرسول محمد، وهي التي دُفِن فيها بعد وفاته. ثم دفن فيها بعد ذلك أبو بكر الصديق سنة 13 هـ وكان قد أوصى عائشة أن يدفن إلى جانب رفيقه محمد بن عبد الله، فلما توفي حفر لهُ وجعل رأسه عند كتفي محمد بن عبد الله. ودفن فيها بعدهما عمر بن الخطاب سنة 24 هـ إلى جانب الصديق، وكان قد استأذن عائشة في ذلك فأذنت له. تقع الحجرة شرقي المسجد النبوي بمحاذاة الروضة الشريفة وكان لها باب يفتح عليها.

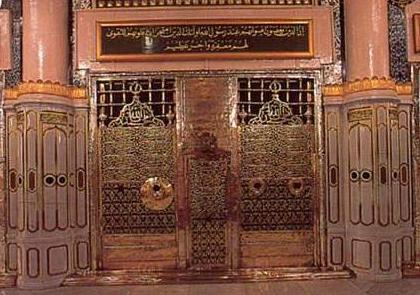
واجهة قبر النبي محمد داخل المسجد النبوي

## وصف الحجرة

باب السيدة فاطمة في جهة الشمال من الحجرة النبوية

ذكر السمهودي أبعاد الحجرة فقال «بلغت طولاً من الشرق للغرب جهة القبلة عشرة أذرع وثلثي ذراع (4,8 م)، وجهة الشام عشرة أذرع وربع ذراع وسدس ذراع (4,69 م)، وعرضًا من الشمال للجنوب جهة الشرق والغرب سبعة أذرع ونصف وثمن ذراع بذراع اليد (3,43 م)، وعرض منقبة الجدار الداخل من الجوانب كلها ذراع ونصف وقيراطان (0,68 م) إلا الشرقي المجدد فإنه ذراع وربع وثمن ذراع (0,62 م)».
ويبلغ طول ضلع السور النحاسي الخارجي للمقصورة 16 مترًا لضلعيه الشمالي والجنوبي، و15 مترًا لضلعيه الشرقي والغربي، وتتراوح أطوال الأضلاع من الداخل ما بين 4-5-6 أمتار، ويبلغ ارتفاع الحجرة 8 أمتار تقريبًا، وارتفاع الدائر المخمس من أرض المسجد 7 أمتار تقريبًا.
وتتصل بعض أجزاء الحجرة من الشمال بدار فاطمة بنت النبي محمد، وكان في بيتها كوّة وكان إذا قام النبي محمد للمخرَج اطّلع من الكوّة إلى ابنته فاطمة فعلم خبرها. ومن الجنوب، فيوجد طريق يفصل بين بيت حفصة بنت عمر بن الخطاب وبين الحجرة، وتقع دار حفصة في موقف الزائر للنبي الآن داخل مقصورة الحجرة وخارجها. ومن الشرق، فيتصل بمصلى الجنائز. ومن الغرب، فيقع المسجد النبوي يفصل بينهما باب كان يخرج منه النبي للصلاة.
أما عن وصف بنائه، فقد بني النبي محمد بيته مثل بنائه باللّبن وجريد النخل بجانب المسجد، وروي أن له بابين أحدهما جهة الغرب شارع في المسجد، والثاني جهة الشمال. وليس لأبوابه حلق، بل يقرع باليد، والباب من عرعر أو ساج بمصراع واحد، ولم يكن على الباب غلق مدة حياة عائشة بنت أبي بكر.

## عمارة الحجرة النبوية
وكانت الحجرة من جريد مستورة بمسوح الشعر، ثم أبدله عمر بن الخطاب في العام 17هـ حائطًا قصيرًا فكان أول من بنى عليه جدارًا. وبنت السيدة عائشة بينها وبين القبور جدارًا، فقسمت بذلك البيت إلى قسمين، قسم قبلي وفيه القبور الثلاثة، وقسم شمالي لسكناها. ثم زاد فيه عمر بن عبد العزيز. وفي عهد الوليد بن عبد الملك أعاد عمر بن عبد العزيز بناء الحجرة بأحجار سوداء بعدما سقط عليهم الحائط، فبدت لهم قدم عمر بن الخطاب. ثم بنى حول الحجرة جدارًا ذا خمسة أضلاع، بصورة شكل معها في مؤخرة الحجرة مثلث حتى لا تشبه الكعبة. وفي عام 557هـ حفر الملك العادل نور الدين الشهيد، خندقًا حول الحجرة، وصب فيه الرصاص للحيلولة بين الجسد الشريف ومن يريد الوصول إليه، وفي عام 668هـ أقام الظاهر بيبرس مقصورة خشبية ذات حواجز ولها ثلاثة أبواب. وفي عام 694هـ زاد الملك العادل زين الدين كتبغا على حاجز المقصورة حتى أوصله إلى سقف المسجد، وفي عام 678هـ أقام السلطان محمد بن قلاوون الصالحي قبة فوق الحجرة وكانت مربعة في أسفلها مثمنة في أعلاها وصُفّحت بألواح من الرصاص. ثم جُدد جدار الحجرة في عهد قايتباي سنة 881 هـ. وفي عام 886هـ تأثرت القبة من جراء الحريق الثاني الذي وقع في المسجد. وفي عام 887هـ في عهد السلطان قايتباي، جُدد بناء القبة، ووضعت لها دعائم قوية في أرض المسجد، وبنيت بالآجرّ، كما جُعلت للمقصورة الشريفة نوافذ من النحاس من جهة القبلة في أعلاها شبك من النحاس أيضًا، أما في الجهات الشمالية والشرقية والغربية؛ فقد جُعلت للمقصورة نوافذ من الحديد في أعلاها أشرطة من النحاس.
وفي عام 892هـ أعاد السلطان قايتباي بناء القبة بالجبس الأبيض بعد أن تشقق أعلاها، وفي عام 1233هـ في عهد السلطان محمود بن عبد الحميد أعيد بناء القبة لآخر مرة؛ حيث تشققت في عهده، فأمر بهدم أعلاها وإعادة بنائه من جديد؛ حيث لا تزال قائمة إلى اليوم.
وفي عام 1253هـ أمر السلطان العثماني عبد الحميد بصبغ القبة باللون الأخضر؛ فأصبحت تُعرف بعد ذلك بالقبة الخضراء، وكانت تسمى فيما سبق القبة الزرقاء أو القبة البيضاء أو القبة الفيحاء. وتجري المملكة العربية السعودية تفقدا دوريا للحجرة والقبة، ويتم تجديد طلاء القبة كلما تغير بسبب العوامل الجوية.

### أبوابها
للحجرة الشريفة ستة أبواب: الباب الجنوبي ويُسمى باب التوبة، وعليه صفيحة فضية كُتب عليها تاريخ صنعه في عام 1026هـ، والباب الشمالي ويُسمى باب التهجد، والباب الشرقي ويُسمى باب فاطمة، والباب الغربي ويسمى باب النبي، ويُعرف بـ«باب الوفود». وللحجرة أيضا باب على يمين المثلث داخل المقصورة، وآخر على يساره.

## وصف القبور فيها

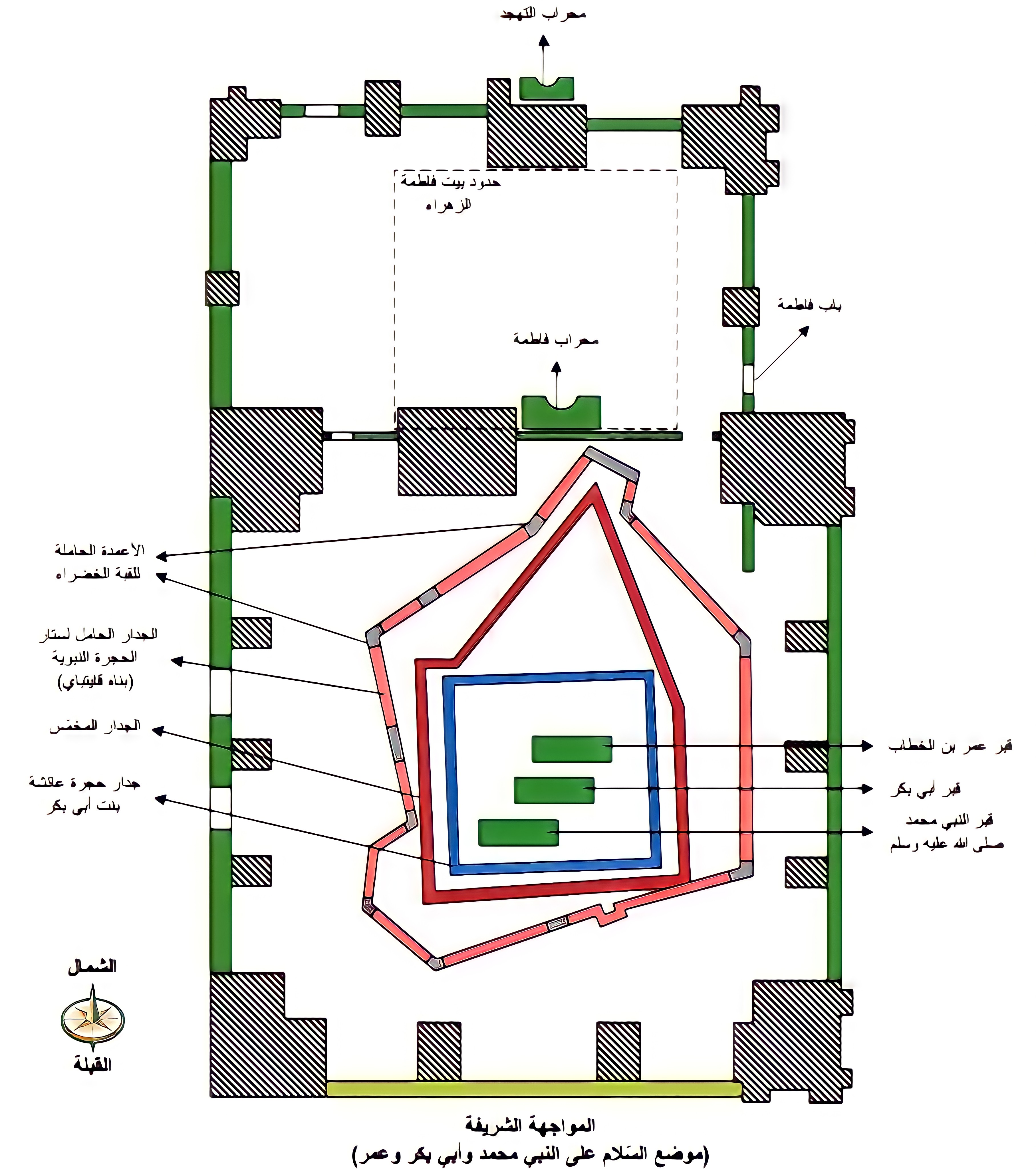
رسم يبيّن الحجرة النبوية

دُفن النبي محمد في بيته في حُجرة عائشة على جنبه الأيمن مستقبلاً القبلة بوجهه، وجُعل رأسه إلى جهة المغرب، ورجلاه إلى المشرق، وكان بينه وبين جدار البيت القبلي قدر شبر، وقيل بمقدار سوط، وبينه وبين الجدار الغربي قدر ذراعين. ويليه خلفه قبر أبي بكر الصديق ورأسه خلف منكب النبي محمد، وكان دفنه بوصيته وموافقة عائشة. ويليه من خلفه قبر عمر بن الخطاب، ورأسه خلف منكب أبي بكر الصديق، وكان دفنه بعد أن أرسل للسيدة عائشة يستأذنها أن يُدفن بجانب صاحبيه، فأرسلت إليه قائلة: «كنت أريده (المكان) لنفسي، ولأوثرنّه اليوم على نفسي».

### محل قبر رابع
يوجد في الحجرة محل قبر رابع، ويُروى أن عائشة بنت أبي بكر عرضت على عبد الرحمن بن عوف أن يُدفن فيه، وأنها أذنت للحسن بن علي أن يُدفن فيه، ومنعه بنو أمية من ذلك. وقيل لعمر بن عبد العزيز: لو أتيت المدينة وأقمت بها، فإذا مت دفنتَ في محل القبر الرابع، فقال: والله لأن يعذبني الله عز وجل بكل عذاب إلا النار أحب إلي من أن يعلم أنني أرى نفسي أهلاً لذلك.
وقد وردت روايات متعددة عن أهل السنة من أن عيسى بن مريم بعد نزوله سيُدفن في هذا القبر الرابع، فقد روى الترمذي عن عبد الله بن سلام قوله: «مكتوب في التوراة صفة محمد وصفة عيسى ابن مريم يُدفن معه» قال أبو داود أحد رواته: وقد بقي في البيت موضع قبر، ونقل ذلك جماعة من أهل السنة كالقرطبي إذ قال في وصف وفاة عيسى بن مريم بعد نزوله: «وتكون وفاته بالمدينة النبوية فيصلي عليه هنالك ويدفن بالحجرة النبوية أيضًا». وكذا ابن عساكر قائلاً عن وفاة عيسى بن مريم: «يُتوفى بطيبة فيصلي عليه هنالك ويدفن بالحجرة النبوية»

## كسوتها
أول من كسا الدائر المخمس الخيزران أم هارون الرشيد، ثم ابن أبي الهيجاء وزير مصر، ثم أرسل المستضيء كسوة من الديباج البنفسجي بعد سنتين، ثم كساه الديباج الأسود الخليفة الناصر، ثم صارت تُرسل الكسوة من مصر كل 6 سنوات من الديباج الأسود المزركش بالحرير الأبيض والمطرز بالذهب والفضة، ثم كساها آل عثمان، وأول من جعل الستائر على الأبواب عبيد الله الحارثي سنة 138هـ.

## قصيدة الحجرة النبوية
كُتب حول الحجرة النبوية قصيدة في مدح النبي محمد، مسطرة بماء الذهب، طُمس بعض أبياتها لوجود ألفاظ تدل على شرك بالله في أبياتها، بينما يقول علماء آخرون بأنه لا شرك فيها، لأنها من باب التوسل المشروع، نظمها السلطان عبد الحميد خان بن السلطان أحمد خان عام 1191 هـ، وقد استخرجت من كتاب تركي قديم هو «مرآة الحرمين الشريفين وجزيرة العرب» لأيوب صبري باشا، وهي:

## الحجرات في العهد السعودي
في عهد الملك عبدالعزيز آل سعود جرى بعض الترميمات والإصلاحات في الأسطوانات التي تتواجد داخل الحجرة الشريفة، وتلاها تجديد كسوة أسطوانات الروضة الشريفة بالرخام المزخرف.

## انظر ايضاً
- المدينة المنورة
- السيرة النبوية
- السنة النبوية

## وصلات خارجية
- وكالة الرئاسة العامة لشؤون المسجد النبوي
- بوابة الحرمين الشريفين: البث المباشر من المسجد النبوي
- أماكن ثلاثية الأبعاد: جولة في المسجد النبوي